# Kwas salicylowy
Kwas salicylowy (łac. acidum salicylicum) – organiczny związek chemiczny z grupy aromatycznych hydroksykwasów karboksylowych. Zawiera jedną grupę hydroksylową i jedną grupę karboksylową przyłączone do pierścienia benzenowego w układzie orto.

## Otrzymywanie

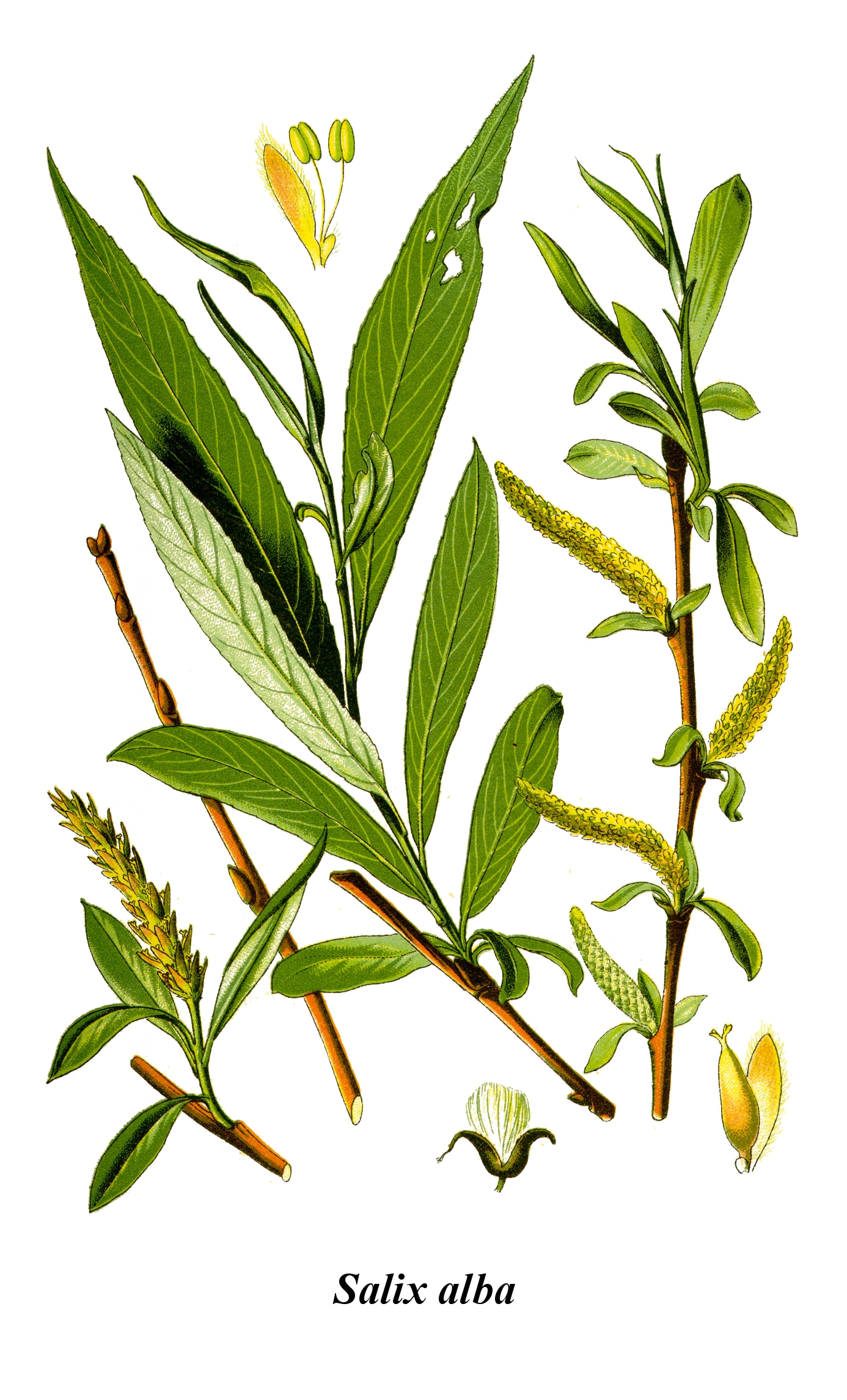
Wierzba biała jest naturalnym źródłem kwasu salicylowego

Kwas salicylowy po raz pierwszy został otrzymany przez wyodrębnienie go z kory wierzby (łac. Salix, stąd nazwa). Metoda syntezy chemicznej została wynaleziona przypadkowo przez niemieckiego chemika, Hermanna Kolbego. W 1859 roku rozpoczął on poszukiwania sposobu taniej, chemicznej syntezy indyga (barwnika). Otrzymany ze smoły pogazowej fenol umieścił w zamkniętym naczyniu z dwutlenkiem węgla i mieszaninę tę ogrzewał. W wyniku tej reakcji, zamiast oczekiwanego granatowego barwnika otrzymał kwas salicylowy:
Doświadczenie to było jednym z pierwszych dowodów obalających hipotezę istnienia siły życiowej, dowodziło bowiem możliwości otrzymania ze składników mineralnych (za takie był wtedy uważany fenol i CO
2) związku organicznego. Odkrycie Kolbego uważa się również za początek chemicznego przemysłu farmaceutycznego, gdyż kwas salicylowy był pierwszym lekiem wytwarzanym na skalę przemysłową na drodze syntezy chemicznej.
Dziś reakcję tę nazywa się reakcją Kolbego. Przebiega ona pod zwiększonym ciśnieniem w temperaturze 130 °C.

## Właściwości
Występuje w postaci białego, krystalicznego proszku lub bezbarwnych igiełek o gęstości 1,443 g/cm³. Słabo rozpuszcza się w wodzie (w temp. 20 °C – 0,18 g na 100 cm³ H
2O, w 100 °C – 7 g na 100 cm³; roztwór ma umiarkowanie kwasowy odczyn), bardzo dobrze w etanolu. Działa drażniąco na skórę i oczy. W dużych ilościach może być toksyczny (dawka śmiertelna dla szczura wynosi ok. 1 g/kg masy ciała). Kwas salicylowy ma również zdolność do tworzenia wewnątrzcząsteczkowych wiązań wodorowych, co zwiększa jego lotność z parą wodną i łatwość sublimacji.

## Zastosowanie
Najistotniejszym zastosowaniem kwasu salicylowego jest produkcja kwasu acetylosalicylowego (aspiryny) i kwasu p-aminosalicylowego. Samego kwasu salicylowego używa się w medycynie jako środka dezynfekującego (np. w postaci spirytusu salicylowego) i keratolicznego (np. w lekach na trądzik). Mieszanina kwasu mlekowego (10%) i kwasu salicylowego (90%) jest używana do wypalania brodawek. Istotne znaczenie w medycynie mają też sole kwasu salicylowego – salicylany. Kwas ten był używany dawniej jako konserwant żywności, jednak ze względu na toksyczne działanie w większych stężeniach zastąpiony został obecnie przez benzoesan sodu i azotan potasu.
Z jonami żelaza tworzy fioletowo zabarwiony kompleks, co wykorzystać można jako atrament sympatyczny.

## Hormon roślinny
Kwas salicylowy jest naturalnym regulatorem wzrostu i rozwoju roślin wpływającym na proces fotosyntezy, transpirację, pobieranie i transport jonów. Indukuje zmiany w anatomii liści i strukturze chloroplastów. Bierze udział w endogennym przenoszeniu sygnałów, pośrednicząc w obronie przed patogenami. Odgrywa ważną rolę w reakcji odpornościowej roślin przejawiającą się produkcją białek związanych z patogenezą. Kwas salicylowy jest elementem nabytej odporności systemicznej, który umożliwia reakcję odpornościową w części rośliny innej niż ta zaatakowana przez patogen. Sygnał może być przesyłany także poza organizmem roślinnym w postaci lotnego estru, salicylanu metylu.